# Men I Trust
Men I Trust es una banda de indie pop canadiense, formada en Montreal, Quebec en 2014. La banda está conformada por Jessy Caron, Dragos Chiriac y Emmanuelle Proulx.

## Historia
El grupo se formó en 2014 entre Jessy Caron y Dragos Chiriac en el instituto en el que ambos estudiaban y posteriormente, Emmanuelle Proulx se unió al grupo. La banda lanzó su primer debut como un EP ese mismo año. Han tocado en varios festivales como el Festival de Jazz de Montreal, el Festival de verano de la ciudad de Quebec y en M para Montreal. Su primer álbum llamado Headroom se lanzó en 2015.
La banda ha visitado China, dando conciertos en Shenzhen, Pekín y Shanghái. En 2017 el grupo lanzaron su sencillo I Hope To Be Around junto a un video musical.
En 2018, el grupo tocó por Norteamérica en el Coachella Valley Music and Arts Festival entre el 14 y 21 de abril de 2019, y en Lollapalooza el 3 de agosto de 2019.  Ese mismo año lanzaron su sencillo Show Me How junto a un video musical.
Su último disco Untourable Album fue lanzado el 25 de agosto del 2021.

## Miembros de banda
- Jessy Caron - Bajista y guitarrista.[8][9]
- Dragos Chiriac - Tecladista y productor.
- Emmanuelle Proulx - Cantante y guitarrista. (Emmanuelle también tiene un proyecto solista llamado Bernache.[5])

## Discografía

### Álbumes
- Men I Trust (2014)
- Headroom (2015)
- Oncle Jazz (2019)
- Forever Live Sessions (2020)
- Untourable Album (2021)
- Forever Live Sessions, Vol. 2 (2025)
- Equus Asinus (2025)
- Equus Caballus (2025)

### Sencillos
- Humming Man (2016)
- Lauren (2016)
- Plain View (2016)
- You Deserve This (2017)
- Tailwhip (2017)
- I Hope To Be Around (2017)
- Show Me How (2018)
- Seven (2018)
- Say Can You Hear (2018)
- Numb (2019)
- Norton Commander (All We Need) (2019)
- Lucky Sue (2020)
- Tides (2021)
- Hard To Let Go (2022)
- Billie Toppy (2022)
- Girl (2022)
- Ring of Past (2023)
- Husk (2024)